# Carl Albert Dauthendey

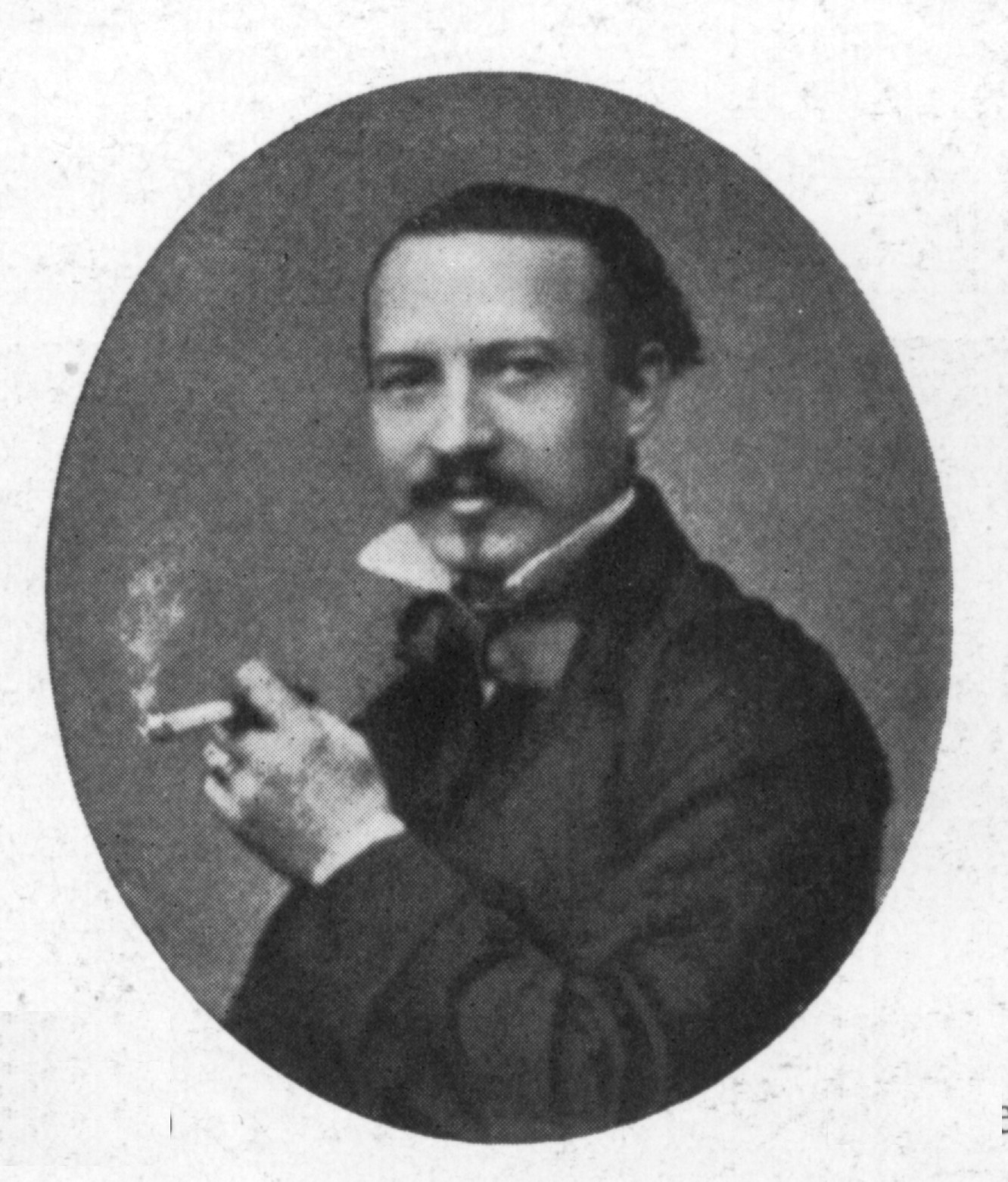
Carl Albert Dauthendey, Selbstbildnis, 1857

Carl Albert Dauthendey (* 1. November 1819 in Ermsleben; † 5. September 1896 in Würzburg) war ein in Deutschland und Russland tätiger Fotograf.

## Leben

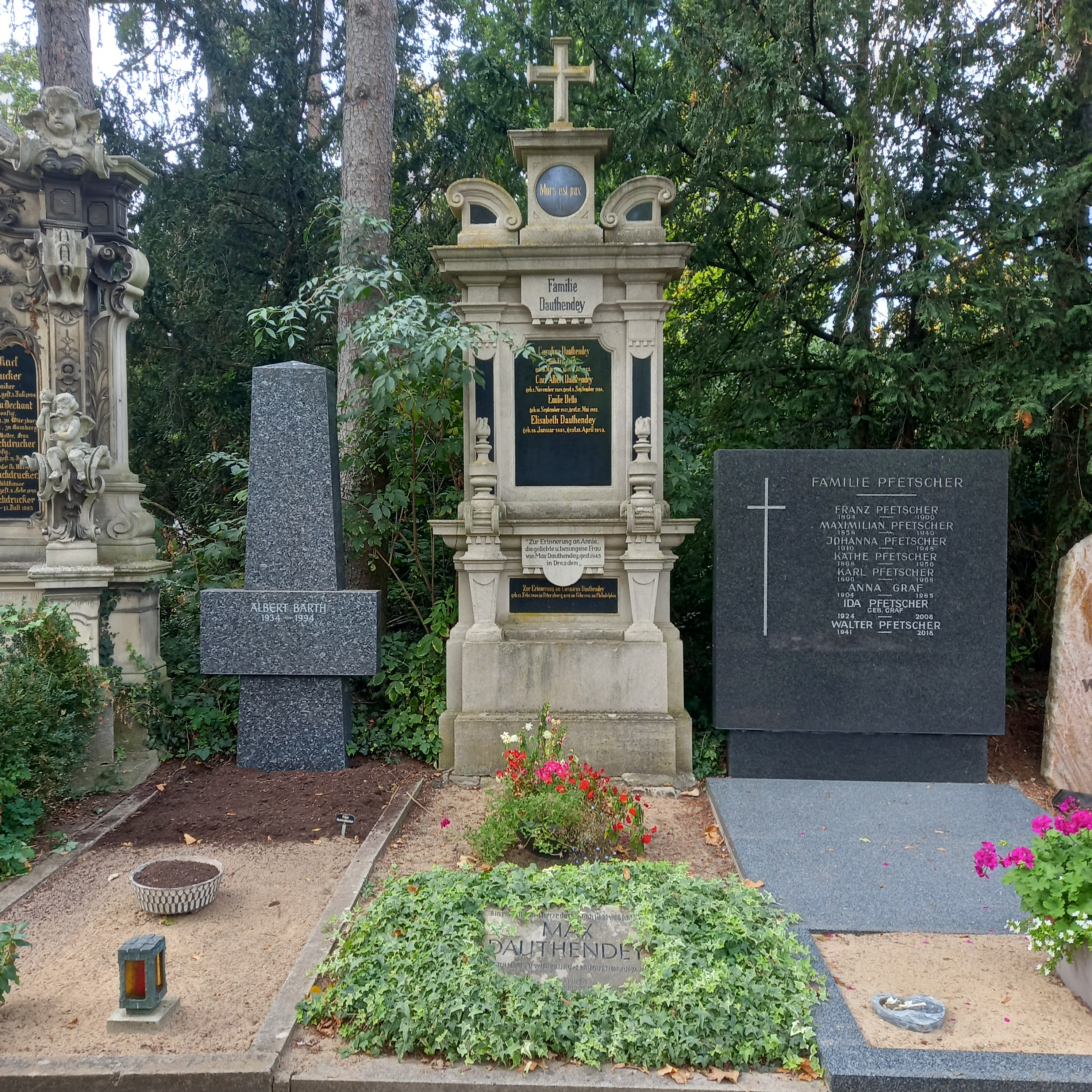
Das Grab von Carl Albert Dauthendey und seiner Ehefrau Caroline geborene Freidrich im Familiengrab auf dem Hauptfriedhof Würzburg

Dauthendey stammte aus Ermsleben in der preußischen Provinz Sachsen. Sein Vater war der preußische Aktuar Heinrich Salomon Lebrecht Dauthendey (1775–1839), seine Mutter war Dorothee Dauthendey, geborene Happach (1786–1847).
1833 beginnt er in Magdeburg eine Mechanikerlehre, 1834 wird er Lehrling und Angestellter in dem seit 1800 bestehenden Tauberschen Optischen Institut in Leipzig. Hier kommt er 1841 zum ersten Mal mit der von Louis Jacques Mandé Daguerre erfundenen und 1839 öffentlich präsentierten Kamera in Kontakt. Trotz der hohen Kosten gelingt es ihm, einen solchen Daguerreotypen zu erwerben und in der Folgezeit mit fotografischen Aufnahmen unter improvisierten Umständen in seiner Wohnung im Leipziger Vorort Lindenau zu experimentieren. Erste erfolgreiche Versuche zeigte er 1842 auf der Leipziger Ostermesse und hielt an der dortigen Universität überdies einen Vortrag zur Lichtbildkunst. Rasch wird er in Leipzig und darüber hinaus im mitteldeutschen Raum zu einem gefragten Daguerreotypisten. Zur selben Zeit erhält er auch einen Einladung an den Fürstenhof von Anhalt-Dessau. Aufgrund dieser Tätigkeiten gilt Dauthendey heute als einer der ersten professionellen Fotografen in Deutschland.
Durch ein Empfehlungsschreiben, das Herzogin Friederike von Anhalt-Dessau an ihre Cousine, die russische Zarin Alexandra Fjodorowna richtete, fühlte sich Dauthendey ermutigt, seine professionelle Zukunft in Petersburg zu suchen. Ab 1843 war er für 20 Jahre als Atelierfotograf in Russland tätig, darunter auch für den Hof des russischen Zaren. Er betrieb in Petersburg zwei Ateliers: auf dem Newskij Prospekt sowie in der Großen Stallhofstraße.
Aufgrund einsetzender, durch die russischen Behörden gegen Dauthendey ausgeübter Repressionen kehrte er 1862 nach Deutschland zurück. Zunächst ließ er sich mit seiner Familie in Dresden nieder, von 1864 an in Würzburg, wo er ab 1865 in der Büttnersgasse Nr. 2 (heute Büttnerstraße) ein eigenes Atelier betrieb. Seit Mai 1876 war er mit einem eigenen Wohn- und Atelierhaus in der neu gebauten Würzburger Kaiserstraße (Nr. 9) ansässig. Neben seinem Atelierbetrieb beschäftigte sich Dauthendey auch mit fotografischen Experimenten, machte Versuche mit Farbverfahren und erfand einen Kollodiumlack für Fotoretuschen, für den auf den Weltausstellungen in Wien und Philadelphia ausgezeichnet wurde. Da keines von Dauthendeys Kindern Interesse an einer Übernahme und Fortführung des Fotoateliers zeigte, löste er es 1893 nach über fünfzigjähriger Tätigkeit als Berufsfotograf auf.
Dauthendey war zweimal verheiratet: zunächst von 1844 bis zu deren Freitod im Jahr 1855 mit Anna Olschwang, dann von 1857 bis 1873 mit Charlotte Caroline Friedrich (geboren am 29. April 1837, gestorben am 11. Juli 1873). Aus den zwei Ehen gingen insgesamt acht Kinder hervor, von denen sechs das Erwachsenenalter erreichten: Anna Dauthendey, verheiratete Jäger (1845–1920), Maria Dauthendey, verheiratete Detto (1848–1908), Dorothea Dauthendey, verheiratete Rübel (1851–1887), die Schriftstellerin Elisabeth Dauthendey (1854–1943), Kaspar Dauthendey (1860–1885) sowie der Schriftsteller Max Dauthendey (1867–1918). Dieser verfasste das Erinnerungsbuch Der Geist meines Vaters. Aufzeichnungen aus einem begrabenen Jahrhundert, das zuerst 1912 im Verlag Albert Langen in München erschienen ist.
Anlässlich des 200. Geburtstags von Carl Albert Dauthendey richteten das Institut für Kunstgeschichte der Julius-Maximilians-Universität Würzburg und das Museum für Franken in Würzburg im November 2019 die internationale Tagung Carl Albert Dauthendey: Photopionier und kultureller Mittler aus. Im Jahr 2021 wurden die Ergebnisse dieser Tagung von Eckhard Leuschner als Buch herausgegeben.